# Новый Закамский
Новый Закамский — поселок в Мамадышском районе Татарстана. Входит в состав Сокольского сельского поселения.

## География
Находится в центральной части Татарстана на расстоянии приблизительно 17 км на юго-восток по прямой от районного центра города Мамадыш на левом берегу Камы.

## История
Основан в 1946 году, официально зарегистрирован в 1959 году.

## Население
Постоянных жителей было: в 1970—468, в 1979—305, в 1989—159, в 2002 году 76 (русские 84 %), в 2010 году 38.